# كيني أنتوني
كيني أنتوني (بالإنجليزية: Kenny Anthony)‏ (و. 1951  م) هو سياسي، وأستاذ جامعي سانت لوسي.

## التعليم
تعلم في جامعة الهند الغربية، وجامعة برمنغهام.